# رد دد ریدمپشن ۲
رد دد ردمپشن ۲ (به انگلیسی: Red Dead Redemption 2) یک بازی اکشن-ماجراجویی محصول سال ۲۰۱۸ است که به‌وسیلهٔ راک‌استار گیمز توسعه یافته و عرضه شده است. این بازی سومین عنوان در مجموعهٔ رد دد و پیش‌درآمدی بر بازی رد دد ریدمپشن به‌شمار می‌رود. داستان آن در بازنمودی تخیلی از ایالات متحده آمریکا در سال ۱۸۹۹ جریان دارد و ماجراهای آرتور مورگان را دنبال می‌کند: یک قانون‌شکن و از اعضای باند خلافکاری وَن دِر لیند، که با افول غرب وحشی دست و پنجه نرم می‌کند؛ این در شرایطی است که در برابر نیروهای دولتی، باندهای رقیب، و دیگر دشمنان سعی در زنده ماندن دارد. این بازی از نمای اول شخص و سوم شخص ارائه می‌شود و بازیکن می‌تواند در جهان باز تعاملی آن آزادانه گشت‌وگذار کند. عناصر گیم‌پلی شامل تیراندازی و تبادل آتش، دستبرد، شکار، ماهیگیری، اسب‌سواری، تعامل با شخصیت‌های غیرقابل‌بازی، المان‌های مختلف بقا و حفظ میزان احترام شخصیت از طریق اعمال و حق انتخاب اخلاقی می‌شوند. نوعی سامانهٔ پاداش در بازی وجود دارد که بر واکنشِ مجریان قانون و شکارچیان جایزه‌بگیر به جنایات انجام‌شده به‌دست بازیکن نظارت دارد.
ساخت این بازی بیش از هشت سال ادامه پیدا کرد؛ توسعهٔ آن بلافاصله پس از انتشار رد دد ریدمپشن آغاز شد و به یکی از پرهزینه‌ترین بازی‌های‌های ویدئویی تبدیل گردید. راک‌استار به‌منظور تسهیلِ مراحل توسعه، همهٔ استودیوهای خود را در یک تیم بزرگ به همکاری کشاند. آن‌ها از مکان‌های واقعی الهام گرفتند و بر به وجود آوردن بازتابی دقیق از زمان با شخصیت‌ها و دنیای بازی تمرکز داشتند. این عنوان نخستین بازی راک‌استار بود که مخصوصاً برای نسل هشتم کنسول‌ها ساخته شد؛ راک‌استار توانایی‌های فنی خود را حین انتقال اتومبیل‌دزدی بزرگ ۵ به نسل بعدی آزمود. موسیقی بازی شامل موسیقی متن ابداعی از وودی جکسون و چندین قطهٔ آواز است که توسط دانیل لنوا تهیه شده است. مراحل توسعه شامل برنامهٔ زمانی کرانچ ۱۰۰ ساعته در هفته بود. گزارش‌هایی از اضافه‌کاری الزامی داده شد و اینکه بسیاری از کارمندان برای اضافه‌کاری دستمزدی نگرفتند. در رد دد آنلاین (مُد چندنفره این بازی) ۳۲ بازیکن می‌تواند در انواع حالت‌های مشارکتی و رقابتی شرکت کنند.
رد دد ردمپشن ۲ برای پلی‌استیشن ۴ و ایکس‌باکس وان در اکتبر ۲۰۱۸، و برای ویندوز و استادیا در نوامبر ۲۰۱۹ منتشر شد. این بازی چند رکورد شکست و رتبهٔ سوم بزرگ‌ترین افتتاحیه در تاریخ سرگرمی را دارد، به‌طوری که ۷۲۵ میلیون دلار از آخر هفتهٔ افتتاحیه فروخت و پس از دو هفته از فروش کلی رد دد ریدمپشن پیشی گرفت. این بازی مورد تحسین منتقدان قرار گرفت و از داستان و روایت، شخصیت‌ها، جهان باز، گیم‌پلی، گرافیک، موسیقی و سطح جزئیات آن ستایش شد. اما انتقاداتی بابت کنترل بازی و تأکید بر واقع‌گرایی به آن وارد شد. این بازی ۱۷۸ جایزه بهترین بازی سال را برنده شد و جوایز بسیار دیگری از مراسم جوایز و نشریات وابستهٔ به بازی‌های ویدئویی دریافت کرد. این بازی یکی از بهترین و مهم‌ترین عناوین نسل هشتم کنسول‌های بازی ویدئویی و یکی از بهترین بازی‌های ویدئویی تاریخ دانسته می‌شود. این بازی با فروش بیش از ۷۰ میلیون نسخه، در میان پرفروش‌ترین بازی‌های ویدئویی قرار دارد.

## بخش آنلاین
این بازی دارای بخش آنلاین نیز می‌باشد، که به صورت جداگانه تحت عنوان «رد دد آنلاین» در مه ۲۰۱۹ برای پلی استیشن ۴ و ایکس باکس وان، و در نوامبر همان سال همراه با بازی اصلی برای مایکروسافت ویندوز و گوگل استادیا منتشر شد.

## روند بازی
رد دد ردمپشن ۲ یک بازی ویدئویی در سبک اکشن-ماجراجویی با موضوع وسترن و در محیط جهان باز است. روند اجرای بازی در قالب سوم شخص و گاهی نیز در قالب اول شخص با کمک سامانه دوربین مجازی است. ماجراهای داستان در سال ۱۸۹۹ و در ایالت‌های غرب میانه آمریکا و ایالت‌های جنوبی آمریکا جریان دارد. بازی را در قالب تک‌نفره یا چندنفره آنلاین می‌توان اجرا کرد که دومین مورد تحت عنوان رد دد آنلاین، به‌طور جداگانه نیز انتشار یافته است. سیستم مبارزات بازی به نسبت رد دد ریدمپشن، بازطراحی شده و مکانیک‌های قابل توجهی به آن افزوده شده که شامل درگیری تن به تن بر پایه حمله‌دوگانه یا استفاده از کمان است. بخش‌های نامکشوف بازی بزرگ‌ترین بخش جهان بازی را شکل می‌دهد که عمدتاً حاوی مناظر متنوع با مسافران رهگذر است. راهزنان، حیات وحش، زیستگاه انسانی و مناطق شهری مشتمل بر ویلا‌ها و عمارت‌های خصوصی از نکات برجسته و متنوع دیگر است. اسب‌ها از اشکال مختلف وسایل حمل‌ونقل هستند که نژادهای مختلفی از آنها در بازی وجود دارد. بازیکن می‌بایست برای استفاده از اسب‌ها، ابتدا آنها را رام کرده و سپس به تغذیه و تیمار کردن آن‌ها بپردازد. استفادهٔ بیشتر از یک اسب خاص، فرایند اتصال یا هم‌جوشی بین سوار و سوارکار را فراهم می‌نماید که می‌تواند با تیمار کردن و تغذیه مرتب افزایش پیدا کند. در روند گشت‌وگذار بازی از دلیجان و قطار نیز برای مسافرت می‌توان استفاده کرد. بازیکن می‌تواند با تهدید و ترساندن راننده یا مسافران قطار و دلیجان اقدام به راهزنی بنماید.
بازیکن در طی گشت‌وگذار ممکن است با درخواست‌های کمک از جانب دیگران هم مواجه شود که اگر تصمیم به کمک بگیرد، آنها سپاس‌گزار خواهند بود و می‌توانند پاداش هم بدهند. چاقوبازی رومیزی، دومینو، بلک‌جک و پوکر از جمله سایر فعالیت‌ها و سرگرمی‌های اختیاری بازیکن است. از مهم‌ترین مولفه‌های دیگر بازی پروسه شکار کردن و شکارگری است که در تأمین مواد غذایی، درآمد یا برای ساختن برخی وسایل نقش عمده‌ای دارد. انتخاب اسلحه مناسب در کیفیت روند شکار نتیجه مستقیم دارد و رعایت فاکتورهای مهم، بر کیفیت گوشت و پوست شکار و در نهایت ارزش آنها تأثیر بسزایی دارد. بازیکن می‌تواند بلافاصله پوست حیوان را بکند یا او را بر پشت اسب گذاشته و حمل نماید که به مرور زمان فاسد می‌شود و ارزش آن کاهش می‌یابد. همچنین بازیکن می‌تواند از اماکن مختلف سرقت انجام دهد؛ مانند فروشگاه، قطار، کالسکه و خانه‌های مزرعه‌ای. گفتنی است که General Store بهترین فروشگاه برای راهزنی محسوب می‌شود. همچنین بازیکن می‌تواند راننده یک قطار را از پنجره اتاق لوکوموتیو بیرون بیندازد و کنترل قطار را در دست بگیرد.
بازی تمرکز نسبتاً زیادی روی انتخاب‌های بازیکن برای پیشبرد روند داستان و مأموریت دارد. لحظاتی در بازی وجود دارد که امکان انجام ماموریت‌های اضافی/فرعی را فراهم می‌کند. شخصیت اصلی، توانایی برقراری ارتباط با شخصیت‌های فرعی داستان را دارد که با توجه به دیالوگ‌ها می‌تواند، دوستانه یا پرخاشگرانه باشد. او در عین‌حال قادر است سایرین را بکشد و سپس دارایی‌های جنازه ایشان را به عنوان غنیمت تصاحب نماید. بازی با اندازه‌گیری درک عملکرد بازیکن از دیدگاه اخلاق، یک سیستم هوشمند شرافتمندی اجرا می‌کند. اقدامات اخلاقی مثبت همچون کمک به غریبه‌ها، پیروی از قوانین و غیره به شرافتمندی و افتخارات بازیکن می‌افزاید و در قبال آن، انجام اعمال منفی همانند سرقت، آسیب‌رساندن به بی‌گناهان باعث کاهش میزان شرافتمندی و به طبع آن افتخارات بازیکن می‌شود. داستان تأثیر مستقیمی بر میزان شرافتمندی بازیکن دارد. اغلب گفتگوها، معاملات و تعامل‌ها بر اساس میزان شرافتمندی متفاوت است. دسترسی به میزان شرافتمندی بیشتر مزایای بسیاری برای بازیکن خواهد داشت که مهم‌ترین آن‌ها گرفتن تخفیف‌های ویژه در هنگام خریدهای مختلف از فروشگاه‌ها است. سطح پایین شرافتمندی نیز به سهم خود مفید است؛ چرا که بازیکن در بیشتر مواقع و هنگام لوت‌کردن و غارت‌کردن مُردگان و جنازه‌ها، غنایم بیشتری نصیبش می‌شود.

## داستان بازی
داستان بازی پیرامون یک گروه خلافکار به نام باند «ون دِر لیند» است. در ابتدا این گروه شامل سه نفر بود: داچ ون در لیند رهبر و مؤسس گروه، هوزیا متیوز مشاور و مرشد گروه، و آرتور مورگان، صمیمی‌ترین دوست داچ و مورد اعتمادترین فرد برای او. به گفتهٔ خود اعضای گروه، آرتور ماهرترین و بهترین تیرانداز در میان آنها بود، و داچ نیز همیشه او را بهترین شخص در میان خودشان خطاب می‌کرد. به تدریج گروه بزرگ‌تر شده و اعضای جدیدی مانند جان مارستون، بیل ویلیامسون، خاویر اسکوئلا و … عضو آن می‌شوند. در این بین دو نفر از اعضا یعنی جان مارستون و ابیگل به هم علاقه‌مند می‌شوند که حاصل آن پسری به نام جک مارستون است.
داستان بازی در سال ۱۸۹۹ اتفاق می‌افتد، زمانی که دوران غرب وحشی، تفنگدارها و یاغی‌ها رو به پایان است، و دولت آمریکا به دنبال ایجاد تمدن جدیدی در این سرزمین است. در این زمان باند ون در لیند مشغول سرقت برای اهداف جاه طلبانهٔ خود هستند، اما بزرگ‌ترین نقشهٔ آن‌ها که دزدی از یک بانک در شهر بلک واتر است با شکست سختی مواجه شده و گروه مجبور رها کردن پول‌ها و فرار می‌شود. درست در همین نقطه داستان بازی رد دد ریدمپشن ۲ آغاز می‌شود.
پس از نافرجام ماندن دزدی باند گنگ داچ ون در لیند مجبور به فرار از بلک واتر شدند. داچ ون در لیند متوجه شد برای بقا باید به همراه گروه خود مشغول به به‌دست آوردن پول شود. شخصیت اصلی این بازی آرتور مورگان است که بازیکن کنترل او را بر عهده می‌گیرد. آن‌ها پس از درگیری با گروه اودریسکول‌ها که رقیب گروه ون در لیند است در مخفیگاه آنها نقشه سرقت قطاری را پیدا می‌کنند. داچ به همراه آرتور، بیل ویلیامسون، مایکا بل، خاویر اسکوئلا، جان مارستون و لنی سامرز از قطار متعلق به لوویتیس کورنوال سرقت می‌کنند و پول بسیاری به‌دست می‌آورند و داچ نیز به اعضای گروه قول می‌دهد که این آخرین نبرد خونین آن‌ها باشد. در همین حال آژانس ملی کارآگاهی پینکرتون، به دلیل سوابق بد گروه در خلافکاری و قانون‌شکنی، در تعقیب داچ و گروه او است. چندی بعد لوویتیس کورنوال محل گروه را شناسایی کرده و با یک حمله ناگهانی آن‌ها را فراری می‌دهد. گروه داچ ون در لیند در ادامهٔ بلند پروازی‌های خود مجدد دست به سرقت بزرگی می‌زنند و اینبار با حمله به بانک در شهر ولنتاین موفق می‌شوند مقداری پول به‌دست آورند و همچنین کمپ خود را در شهر «رودز» بازسازی نمایند.
در شهر رودز داچ و آرتور سعی می‌کنند با بزرگان شهر از جمله خانواده‌های گری و بریثیویت قراردادی را امضا کنند تا برای آنها کار کنند و در عوض از آنها پول دریافت نمایند و ارتباط خود را قوی تر کنند، اما از آنجا که دو خانواده با یکدیگر دشمن هستند، داچ پیشنهاد می‌دهد که این روابط همزمان با هر دو خانواده مخفیانه باشد، تا گروه از هر دو خانواده منفعت ببرند. اما طولی نمی‌کشد که نقشهٔ آنها برملا شده و هر دو خاندان با گروه اعلام جنگ می‌کنند. کلانتر گری در یک حمله در شهر رودز شان مگوایر از اعضای گروه داچ را می‌کشد و بریثیویت «جک» پسر جان مارستون را می‌دزدد. در ابتدا آرتور با کمک مایکا بل و بیل ویلیامسون (دو تن دیگر از اعضا) از حملهٔ گری‌ها به شهر جان سالم به در می‌برند و آرتور کلانتر گری را می‌کشد. از سمت دیگر قضیهٔ دزدی جک باعث می‌شود تا تمامی اعضای داچ ون در لیند به عمارت بریثویت حمله کرده و در یک نبرد خونین و جذاب همهٔ آنها را کشته و عمارت را تصاحب کنند. اما پسر جان در آنجا حضور نداشت. کاترین بریثویت رئیس خاندان به اجبار داچ به آنها می‌گوید که جک را به شخصی ایتالیایی به نام 'آنجلو برونته' در شهر سنت دنیس تحویل داده است. داچ و آرتور فرزندان کاترین بریثیویت را می‌کشند و گروه عمارت بریثیویت را به آتش می‌کشد. کاترین بریثیویت نیز که همه چیزش را از دست داده به سوی عمارت در حال سوختن می‌رود و خودکشی می‌کند. بعد از آن داچ و بقیه اعضای گنگ در حالی که مشغول گفت و گو با یکدیگر بودند با سرهنگ میلتون (مأمور گروه اطلاعاتی پینکرتون‌ها) مواجه می‌شوند. او به آنها یک اخطار می‌دهد، اما داچ توجهی نمی‌کند و به او می‌گوید که ما بزودی از اینجا می‌رویم.
داچ، آرتور و جان برای بازپس‌گیری جک در شهر سنت دنیس نزد آنجلو برونته یکی از با نفوذترین افراد این شهر می‌روند. آنجلو نه تنها از پسر جان به خوبی مواظبت کرده است بلکه با یک مهمانی مجلل از گروه گنگ داچ ون در لیند استقبال می‌کند. داچ برای کسب پول بیشتر سعی می‌کند با مذاکره با آنجلو برونته محل مناسب برای سرقت مسلحانه را پیدا کند که آنجلو برونته اعلام می‌کند سالن پوکر و اداره پست سنت دنیس از پولدارترین مکان‌ها برای سرقت می‌باشد. ابتدا آرتور مورگان، خاویر اسکوئلا، جوزیا ترلاونی و لئوپولد استراوس با شیادی وارد سالن پوکر شده و به آنجا دستبرد می‌زنند. سپس آرتور، داچ و لنی سامرز به اداره پست می‌روند اما نه تنها پولی در آنجا پیدا نمی‌شود بلکه پلیس‌ها خیلی زود سر می‌رسند و نقشه سرقت آنها را نقش بر آب می‌کنند. داچ که بر این باور است که پلیس‌ها از پیش در محل حضور داشتند این قضیه را خیانتی از سمت آنجلو می‌داند، شبانه به همراه گروه خود با قایق به خانه ساحلی آنجلو حمله می‌کند و پس از درگیری با گارد حفاظتی برانته او را ربوده و در آب در محل حضور تمساح‌ها وی را رها می‌کنند.
داچ که تنها راه به‌دست آوردن پول را دستبرد به بانک سنت دنیس می‌داند با تمامی اعضای گروه به بانک سنت دنیس دستبرد می‌زنند اما پینکرتون‌ها عملیات آنها را شناسایی کرده و محاصره می‌شوند. جان مارستون دستگیر شده و هوزیا متیوز و لنی سامرز از اعضای گروه کشته می‌شوند. مرگ هوزیا که نزدیک‌ترین فرد به داچ و آرتور بود شوک بزرگی به داچ وارد می‌کند. عده ای از اعضای گروه از طریق پشت بام راه فرار را پیدا می‌کنند تا از طریق یک کشتی باربری از سنت دنیس فرار کنند. شکست بزرگ سرقت از بانک اعضای گروه را متواری کرده و تنها عدهٔ کمی از مردان خود را به کشتی می‌رسانند. آرتور متوجه می‌شود قرار است ناخدا کشتی از آمریکا توسط راه دریایی به مقصد کوبا برود. حضور در کوبا موقعیت بسیار خوبی را برای به‌دست آوردن پول برای گروه می‌توانست فراهم کند اما کشتی دچار طوفان دریایی شده و غرق می‌شود. اعضای گروه داچ، آرتور، بیل، مایکا و خاویر به دریا افتاده و با تلاطم دریا به جزیره ای نزدیک کشور هائیتی با نام 'گوارما' می‌رسند. مأموران گشت ساحلی جزیره آنها را پیدا می‌کنند و دستگیر می‌کنند اما افراد محلی به رهبری هرکول فونتین، شورشی گوارمایی به کمک گروه آمده و آنها را از دست مأموران نجات می‌دهند با این حال خاویر اسکوئلا نمی‌تواند فرار کند و مأموران او را دستگیر می‌کنند. افراد محلی به افراد گروه مکان و غذا می‌دهند تا آنها بتوانند راهی برای نجات خاویر پیدا کنند.
آنها بعد از پیدا کردن خاویر و کشتن فرمانده جزیره با کشتی به آمریکا می‌روند و متوجه می‌شوند که افراد گنگ به منطقه ای به نام لیکی رفته‌اند. وقتی تمامی اعضای گنگ دوباره گرد هم می‌آیند، پینکرتون‌ها به آنها حمله می‌کنند که گنگ این حمله را دفع می‌کند ولی داچ هشدار می‌دهد که باید محل را ترک کنیم. آرتور و چارلز اسمیت به قلمرو دار و دسته مرفی برودز حمله می‌کنند. مرفی برودز گروهی بی‌رحم و خشن هستند آرتور و چارلز پس از پاکسازی محیط، کمپ را در آنجا مستقر می‌کنند. کمی بعد مولی اوشیا نامزد داچ که مست کرده می‌گوید که او دزدی‌های گنگ را به پینکرتون‌ها لو داده است چون داچ به او توجهی نمی‌کرده و قلب او شکسته بوده اما در همان لحظه سوزان گریمشاو با تفنگ به او تیر می‌زند و مولی می‌میرد و می‌گوید که مولی قوانین را می‌دانسته و نباید این کار را می‌کرد. در ادامه، سیدی ادلر (یکی از اعضای جدید گنگ که در اول بازی با کشته شدن شوهرش توسط اودریسکول‌ها به گنگ می‌پیوندد) با آرتور در شهر سنت دنیس قرار می‌گذارد تا با او نقشه آزاد کردن جان مارستون از زندان و حمله به آنجا را که در دزدی از بانک سنت دنیس دستگیر شده بود، بکشند. آرتور برای دیدن سیدی ادلر به شهر سنت دنیس می‌رود ولی در این زمان از بازی آرتور سرفه‌های شدیدی می‌کند و در سنت دنیس بیهوش می‌شود. فردی ناشناس اورا به درمانگاه سنت دنیس می‌برد و دکتر به او می‌گوید که به سل (Tuberculosis) مبتلا شده و عمر زیادی برای او باقی نمانده است. در همین لحظه، آرتور به یاد مزرعه دار بیماری می‌افتد که چندی پیش اورا به خاطر قرضی که به گنگ داشت، تا سرحد مرگ کتک زده بود. (بیماری سل آرتور از همین مزرعه دار به آرتور سرایت می‌کند).
پس از آنکه حال آرتور اندکی بهبود می‌یابد، به کافه ای که سیدی در آن منتظر اوست می‌رود. ابتدا آرتور با یک بالن که سیدی از قبل تدارک دیده به همراه خلبان آن به بالای زندان پرواز می‌کند تا از حضور جان در آن جا مطمئن شده و همچنین آن جا را بررسی کند. در راه بازگشت، هنگامی که به نزدیکی شهر انسبورگ می‌رسند، خلبان در حالی که با دوربین دو چشمی در حال دیدن دور دست است، سیدی را سوار بر اسب می‌بیند که چند سوار کار دیگر در تعقیب او هستند و آرتور متوجه می‌شود که آنها اودریسکول هستند. سیدی پس از کشمکش‌ها و گریزهای فراوان و نجات داده شدنش توسط آرتور از اودریسکول‌ها و همچنین نبرد و عقب راندن آنها به آرتور اطلاع می‌دهد که کولم اودریسکول (رئیس گنگ اودریسکول) قرار است در سنت دنیس اعدام شود و آنها باید از انجام شدن این کار مطمئن شوند و جلوی فرار احتمالی او را بگیرند. در ادامه آرتور و سیدی با یک قایق به زندان حمله می‌کنند، جان را آزاد کرده و به گنگ برمی‌گردانند، اما داچ از دست آرتور عصبانی شده و این عمل آرتور را خیانت می‌شمارد و اذعان می‌کند که شاید پای دولت به این کار باز شود و همچنین به وفاداری آرتور شک می‌کند.
داچ، آرتور و سیدی ادلر جلوی نجات کولم توسط افرادش را می‌گیرند و وی اعدام می‌شود تا یکی از تهدیدهای گنگ کمرنگ شود. در این نقطه از بازی کم‌کم بعضی از اعضای گنگ کمپ را ترک می‌کنند و راه خود را در پیش می‌گیرند مانند جوزیا ترلاونی کسی که برای داچ اطلاعات سرقت‌ها را فراهم می‌کرد و مردی با زبان شیوا بود یا پیرسون آشپز گنگ یا مری بث که یکی از دختران گنگ بود. همچنین لئوپولد استراوس (مردی اتریشی که زمانی توسط داچ نجات داده شده بود و برای همین به گنگ پیوسته بود) توسط آرتور از کمپ بیرون انداخته می‌شود زیرا کار او نزول خوری بوده و آرتور هم که دیگر مانند قبل سنگدل نیست و بیماری خودش هم از این نزول خوری‌ها به وجود آمده، از استراوس به ستوه می‌آید و اورا از کمپ بیرون می‌کند. در اینجا اگر بازیکن به سطح خوبی از شرافت رسیده باشد، آرتور به استراوس کمی پول برای ادامه زندگی می‌دهد اما اگر بازیکن همچنان شرافت کمی داشته باشد، آرتور با استراوس بد رفتاری کرده و اورا وحشیانه بیرون پرت می‌کند.
داچ، آرتور و مایکا به شهر صنعتی انسبورگ می‌روند تا کورنوال بکشند و در این کار، موفق می‌شوند و به سختی از انسبورگ فرار می‌کنند، ولی کشتن کورنوال توسط داچ در شرایط مناسب برای آتش‌بس آرتور را عصبانی می‌کند. داچ سرخپوست‌ها و ارتش را مجبور به جنگ می‌کند تا به نقشه‌های دزدی خود برسد. او با کمک سرخپوست‌ها و گنگ خود که شامل سیدی، مایکا، آرتور، خاویر، جان، بیل و سرخپوستی به نام چشم عقاب است از شرکت نفتی که نزدیک شهر ولنتاین هست دزدی می‌کند و ۵۰۰ هزار دلار نسیب گنگ می‌شود اما در هنگام فرار، آرتور بر زمین می‌افتد و داچ به او کمک نمی‌کند. چشم عقاب به او کمک می‌کند اما خودش زخمی می‌شود. آرتور ایگل فلایز (چشم عقاب) را پیش پدرش می‌برد. در اینجا بازیگر صحنهٔ بسیار غم‌انگیزی را می‌بیند که چشم عقاب جلوی پدرش می‌میرد که رئیس یکی از آخرین قبیله سرخ‌پوست هاست. داچ بعد چند روز به قطاری حمله می‌کند که دارای پولی فراوان است که برای ارتش حمل می‌شود. اما جان تیر می‌خورد و از قطار می‌افتد. داچ بازمی‌گردد تا به سراغ جان برود و سپس بعد از سرقت از قطار خبر مرگ جان را به دیگر اعضا می‌دهد. از آن طرف در غیاب افرادی از گنگ که برای سرقت از قطار رفته بودند، پینکرتون‌ها به گنگ حمله و ابیگل را زندانی می‌کنند، مایکا، داچ و بقیه را قانع می‌کند که پینکرتون‌ها با یک دختر جوان کاری ندارند و بدون جان، ابیگل برای آنها فقط یک تله است و در نتیجه باید او را رها کنند. طبق معمول سیدی و آرتور او را نجات می‌دهند و ابیگیل کارآگاه میلتون را می‌کشد و در این سکانس، آرتور درمی یابد که کسی که در تمام این مدت به گنگ خیانت می‌کرده و باعث شکست نقشه‌ها می‌شده، مالی اوشی نبوده بلکه مایکا بوده است. آرتور به کمپ بر می‌گردد و این موضوع را به اطلاع داچ می‌رساند اما او باور نمی‌کند و اعتمادش را به آرتور از دست می‌دهد.
در این زمان، جان که معلوم می‌شود در حادثه قطار نمرده، در حالی که از داچ بسیار شاکی است به کمپ برمیگردد و اذعان می‌کند که داچ او را به حال خود رها کرده بوده تا بمیرد. در حالی اعضای کمپ در حال مشاجره با یکدیگر هستند و به روی هم اسلحه کشیده‌اند ناگهان افراد آژانس ملی کارآگاهی پینکرتون دوباره سر می‌رسند و با آنها درگیر می‌شوند. اعضای باقی مانده کمپ (داچ، آرتور، مایکا، جان، بیل، خاویر، جو و کلیت) همگی متواری شده و هر کدام به سمتی می‌گریزند. آرتور و جان نیز با یکدیگر از طریق راه مخفی درون غار فرار می‌کنند. این قسمت کاملاً به انتخاب گیمر است که با جان برود یا برای برداشتن پول داخل صندوق مخفی داچ به کمپ بازگردد. در هر دو صورت آرتور با مایکا می‌جنگد و درآخر اگر شرافت بالا باشد آرتور از سل و در تماشای طلوع آفتاب جان می‌دهد اما اگر نوار شرافت قرمز باشد (پایین باشد)
مایکا اورا با چاقو یا تفنگ می‌کشد. هچنین اگر درجه شرافت آرتور بالا باشد در هنگام مردنش تصویر یک گوزن نشان داده می‌شود ولی اگر درجه شرافتش پایین باشد، تصویر یک گرگ نشان داده می‌شود. در ادامه گیمر در نقش جان مارستون به بازی ادامه می‌دهد و در روستا کار می‌کند و زندگی بدون خشونت و شرافتمندی را برای خانواده خود دارد. اما بعد جان دوباره خلاف می‌کند و اصطلاحاً هفت تیر خودش را دوباره در دست می‌گیرد و همین باعث می‌شود ابیگل دست جک را بگیرد و برود. در ادامه، جان با وام خود یک خانه در منطقهٔ بلک واتر به کمک چارلز و آنکل درست می‌کند و ابیگل بر می‌گردد. در آخر داستان، سیدی و چارلز خبر پیدا کردن مایکا را به جان می‌دهند و سیدی می‌گوید که سرنخی پیدا کرده است. برخلاف میل ابیگیل، جان همراه آن دو برای کشتن مایکا می‌روند. جان به همراه و سیدی و چارلز به استراوبری می‌رود و از یکی از افراد اخراج شده مایکا یعنی کلیت اعتراف می‌گیرند و به کوهستان می‌روند. بعد از کشتن تمام افراد گنگ مایکا و مجروح شدن سیدی و چارلز، جان، مایکا را پیدا می‌کند و طی یک بحث و اتفاقاتی، مایکا توسط جان کشته می‌شود. اگر پلیر بازی را صد درصد کند جان به قبر آرتور می‌رود و می‌گوید (ما با هم تمومش کردیم رفیق). در آخر، کات سین نشان داده می‌شود و سرنوشت بقیه اعضای کمپ را نشان می‌دهد. ادگار راس، رئیس جدید ارتش و پینکرتون، پس از تحقیقاتی و ردیابی، جان و مزرعه‌اش را پیدا می‌کند و این باعث شروع رویدادهای نسخه اول بازی یعنی رد دد ردمپشن ۱ می‌شود.

## روند توسعه بازی

مکانیسم تأخیر گلوله که در این بازی با عنوان چشم مرگ شناخته می‌شود، به بازیکن اجازه می‌دهد تا زمان را به تأخیر انداخته و اهداف را علامت‌گذاری کند. پس از اتمام سکانس علامت‌گذاری، بازیکن به هر علامت در کوتاه‌ترین زمان ممکن می‌تواند شلیک نماید

استودیوی اصلی بازی، راک‌استار سن‌دیگو تا اواسط سال ۲۰۱۱ نمای کلی بازی را در اختیار داشت. زمانی که استودیو متوجه شد که کارمندان بخش‌های مختلف، الزامی برای کار فشرده نمی‌بینند، تمام استودیوهای خود را در یک تیم بزرگ متمرکز کرد تا توسعه بازی میان ۱۶۰۰ نفر کارمند درگیر در پروژه تسهیل شود. در مجموع بالغ بر ۲۰۰۰ نفر در جریان ساخت این بازی مشارکت داشتند. دن هوسر دستیار بخش تعاملی راک‌استار، در هنگام نوشتن روایت داستان از مجموعهٔ فیلم و ادبیات الهام گرفت هر چند برای جلوگیری از متهم‌شدن به سرقت ایده‌ها، از کارهای معاصر و امروزی دوری جست. تیم سازنده به‌طور کامل از فیلم یا مجموعه هنری خاصی الهام نگرفت چرا که از مکان‌های واقعی نیز استفاده شد. شهروندان درون بازی، تضاد میان ثروتمندان و فقرا را به خوبی نشان می‌دهند.
جلسات ضبط رد دد ردمپشن ۲ در سال ۲۰۱۳ آغاز شد. راک‌استار علاقه‌مند بود تا شخصیت‌های متنوعی در گروه وندر لیند حضور داشته باشند. نویسندگان داستان توجه ویژه‌ای به اتفاقات و ماجراهای گذشتهٔ هر کارکتر دارند و به بررسی زندگی آنها تا پیش از پیوستن به گروه و همین‌طور دلایل ماندگاری ایشان می‌پردازند. چندین شخصیت در طول توسعه بازی حذف شدند چرا که کارکترهای آنها را نتوانستند به روایت اضافه نمایند. تیم سازنده برخلاف بازی پیشین راک‌استار اتومبیل‌دزدی بزرگ ۵ که سه شخصیت اصلی را قابل کنترل می‌نمود، تصمیم گرفت در رد دد تنها یک کارکتر اصلی قابل کنترل باشد تا بتواند نشان دهد که چگونه وقایع بر روی شخصیت و روحیات کارکتر اصلی تأثیر می‌گذارد.
وودی جکسون که در اتومبیل‌دزدی بزرگ ۵ در زمینهٔ موسیقی کار کرده بود، مجدداً برای مشارکت در این پروژه انتخاب شد و امتیاز اصلی ساخت موسیقی برای بازی را کسب کرد. رد دد ردمپشن ۲ دارای سه بخش موسیقی متفاوت است. بخش اول که با نام بخش روایت شناخته می‌شود، در طول ماموریت‌های داستان بازی شنیده می‌شود. دومین بخش، بخش تعاملی است و هنگامی به سمع شنونده (بازیگر) می‌رسد که در حال گشت‌وگذار و پرسه‌زدن تنهایی یا چندنفره در دنیای بازی است. سومین بخش نیز بخش محیطی است که شامل آهنگ‌های آواز، اردوگاه و همین‌طور آهنگ‌هایی است که کارکتر اصلی در دنیای بازی می‌نوازد. موسیقی بازی بنا بر تصمیمات کارکتر اصلی تغییر کرده و واکنش نشان می‌دهد. جکسن برای این منظور، سازهای مختلفی را از تیم‌های درهم‌نوازی موسیقی خریداری کرد. در مجموع بالغ بر ۱۱۰ موسیقی‌دان و نوازنده بر روی موسیقی متن این بازی کار کردند. دانیل لانویس خواننده و نوازنده برجسته، ترانه‌های اصلی بازی را تولید کرد و در این زمینه با هنرمندان دیگری از جمله دی آنجلو، ویلی نلسون، ریانون گیدنز و جاش هامی همکاری کرد.

## نگارخانه

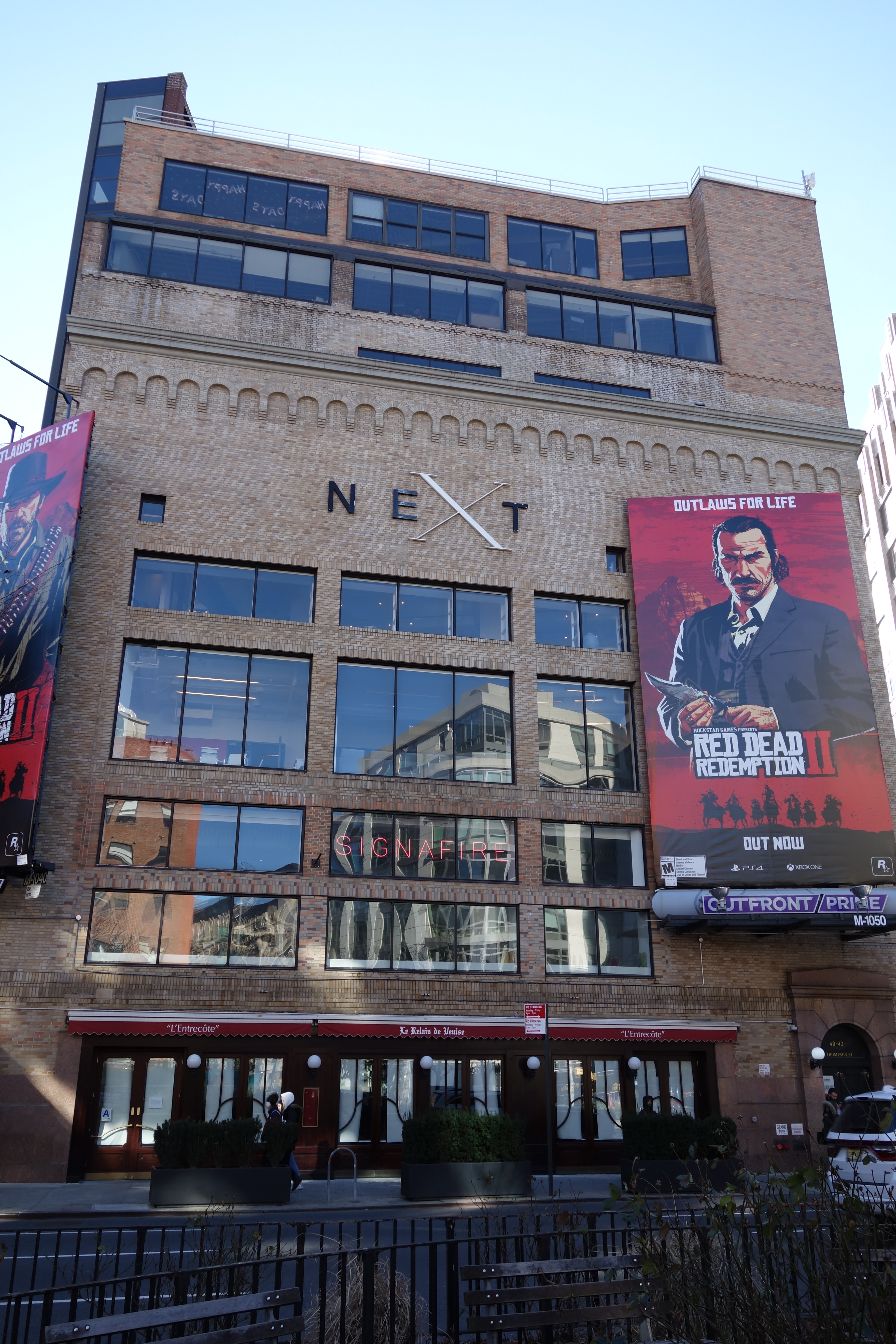

## بازتاب‌ها
| گردآورنده  | امتیاز |
| ---------- | ------ |
| گیم‌رنکینگز | ۹۶٫۴۵٪ |
| متاکریتیک  | ۹۷/۱۰۰ |

| ناشر                    | امتیاز    |
| ----------------------- | --------- |
| اج                      | ۱۰/۱۰     |
| الکترونیک گیمینگ مانثلی | ۱۰/۱۰     |
| گیم اینفورمر            | ۱۰/۱۰     |
| گیم رولیشن              | ۵/۵       |
| گیم‌اسپات                | ۹/۱۰      |
| گیمز ریدار+             | 5/5 ستاره |
| آی‌جی‌ان                  | ۱۰/۱۰     |

### جوایز
| جایزه                                   | تاریخ            | دسته‌بندی                                | نامزدی‌ها                           | نتیجه    | منبع          |
| --------------------------------------- | ---------------- | --------------------------------------- | ---------------------------------- | -------- | ------------- |
| جوایز بازی استرالیا                     | دسامبر ۱۹, ۲۰۱۸  | بهترین بازی سال                         | رد دد ریدمپشن ۲                    | برنده    | [ ۲۶ ]        |
| جوایز بازی استرالیا                     | دسامبر ۱۹, ۲۰۱۸  | بهترین بازی ماجراجویی سال               | رد دد ریدمپشن ۲                    | برنده    | [ ۲۶ ]        |
| جوایز بازی برزیل                        | دسامبر ۱۲, ۲۰۱۸  | بهترین بازی سال                         | رد دد ریدمپشن ۲                    | برنده    | [ ۲۷ ]        |
| جوایز بازی برزیل                        | دسامبر ۱۲, ۲۰۱۸  | بهترین بازی کنسول                       | رد دد ریدمپشن ۲                    | برنده    | [ ۲۷ ]        |
| جوایز بازی برزیل                        | دسامبر ۱۲, ۲۰۱۸  | بهترین بازی اکشن ماجراجویی              | رد دد ریدمپشن ۲                    | برنده    | [ ۲۷ ]        |
| جوایز بازی برزیل                        | دسامبر ۱۲, ۲۰۱۸  | بهترین بازی استدیویی                    | راک‌استار گیمز                      | برنده    | [ ۲۷ ]        |
| جوایز بازی برزیل                        | دسامبر ۱۲, ۲۰۱۸  | بهترین موسیقی متن                       | رد دد ریدمپشن ۲                    | نامزدشده | [ ۲۷ ]        |
| جوایز بازی برزیل                        | دسامبر ۱۲, ۲۰۱۸  | بهترین منتشر کننده                      | راک‌استار گیمز                      | نامزدشده | [ ۲۷ ]        |
| جوایز بازی فرهنگستان بریتانیا           | آوریل ۴, ۲۰۱۹    | بهترین بازی سال                         | رد دد ریدمپشن ۲                    | نامزدشده | [ ۲۸ ]        |
| جوایز بازی فرهنگستان بریتانیا           | آوریل ۴, ۲۰۱۹    | موفقیت هنری                             | رد دد ریدمپشن ۲                    | نامزدشده | [ ۲۸ ]        |
| جوایز بازی فرهنگستان بریتانیا           | آوریل ۴, ۲۰۱۹    | موفقیت صوتی                             | رد دد ریدمپشن ۲                    | نامزدشده | [ ۲۸ ]        |
| جوایز بازی فرهنگستان بریتانیا           | آوریل ۴, ۲۰۱۹    | بازی بریتانیایی                         | رد دد ریدمپشن ۲                    | نامزدشده | [ ۲۸ ]        |
| جوایز بازی فرهنگستان بریتانیا           | آوریل ۴, ۲۰۱۹    | بهترین راوی                             | رد دد ریدمپشن ۲                    | نامزدشده | [ ۲۸ ]        |
| جوایز بازی فرهنگستان بریتانیا           | آوریل ۴, ۲۰۱۹    | بهترین اجرا                             | راجر کلارک در نقش آرتور مورگان     | نامزدشده | [ ۲۸ ]        |
| جوایز دی.آی.سی.ای.                      | فوریه ۱۴, ۲۰۱۹   | بهترین دستاورد فنی                      | رد دد ریدمپشن ۲                    | برنده    | [ ۲۹ ]        |
| جوایز دی.آی.سی.ای.                      | فوریه ۱۴, ۲۰۱۹   | بهترین بازی سال                         | رد دد ریدمپشن ۲                    | نامزدشده | [ ۳۰ ]        |
| جوایز دی.آی.سی.ای.                      | فوریه ۱۴, ۲۰۱۹   | بهترین کارگردانی                        | رد دد ریدمپشن ۲                    | نامزدشده | [ ۳۰ ]        |
| جوایز دی.آی.سی.ای.                      | فوریه ۱۴, ۲۰۱۹   | بهترین بازی ماجراجویی                   | رد دد ریدمپشن ۲                    | نامزدشده | [ ۳۰ ]        |
| جوایز دی.آی.سی.ای.                      | فوریه ۱۴, ۲۰۱۹   | بهترین بازی آنلاین سال                  | رد دد ریدمپشن ۲                    | نامزدشده | [ ۳۰ ]        |
| جوایز دی.آی.سی.ای.                      | فوریه ۱۴, ۲۰۱۹   | بهترین کارگردانی هنری                   | رد دد ریدمپشن ۲                    | نامزدشده | [ ۳۰ ]        |
| جوایز دی.آی.سی.ای.                      | فوریه ۱۴, ۲۰۱۹   | بهترین شخصیت                            | آرتور مورگان                       | نامزدشده | [ ۳۰ ]        |
| جوایز دی.آی.سی.ای.                      | فوریه ۱۴, ۲۰۱۹   | بهترین انیمیشن                          | رد دد ریدمپشن ۲                    | نامزدشده | [ ۳۰ ]        |
| جوایز فامیتسو                           | آوریل ۵, ۲۰۱۹    | جایزه ویژه                              | رد دد ریدمپشن ۲                    | برنده    | [ ۳۱ ]        |
| جوایز انجمن صنفی شبکه صوتی              | مارس ۲۱, ۲۰۱۹    | بهترین بازی از نگاه مردم                | رد دد ریدمپشن ۲                    | نامزدشده | [ ۳۲ ]        |
| جوایز بازی                              | دسامبر ۱, ۲۰۱۶   | بهترین بازی سال                         | رد دد ریدمپشن ۲                    | نامزدشده | [ ۳۳ ]        |
| جوایز بازی                              | دسامبر ۷, ۲۰۱۷   | بهترین بازی سال                         | رد دد ریدمپشن ۲                    | نامزدشده | [ ۳۴ ]        |
| جوایز بازی                              | دسامبر ۶, ۲۰۱۸   | بهترین بازی سال                         | رد دد ریدمپشن ۲                    | نامزدشده | [ ۳۵ ]        |
| جوایز بازی                              | دسامبر ۶, ۲۰۱۸   | بهترین بازی اکشن / ماجراجویی            | رد دد ریدمپشن ۲                    | نامزدشده | [ ۳۵ ]        |
| جوایز بازی                              | دسامبر ۶, ۲۰۱۸   | بهترین کارگردانی هنری                   | رد دد ریدمپشن ۲                    | نامزدشده | [ ۳۵ ]        |
| جوایز بازی                              | دسامبر ۶, ۲۰۱۸   | بهتری طراحی صوتی                        | رد دد ریدمپشن ۲                    | برنده    | [ ۳۵ ]        |
| جوایز بازی                              | دسامبر ۶, ۲۰۱۸   | بهترین کارگردانی                        | رد دد ریدمپشن ۲                    | نامزدشده | [ ۳۵ ]        |
| جوایز بازی                              | دسامبر ۶, ۲۰۱۸   | بهترین راوی                             | رد دد ریدمپشن ۲                    | برنده    | [ ۳۵ ]        |
| جوایز بازی                              | دسامبر ۶, ۲۰۱۸   | بهترین اجرا                             | راجر کلارک در نقش آرتور مورگان     | برنده    | [ ۳۵ ]        |
| جوایز بازی                              | دسامبر ۶, ۲۰۱۸   | بهترین موسیقی                           | رد دد ریدمپشن ۲                    | برنده    | [ ۳۵ ]        |
| جوایز انتخاب توسعه‌دهندگان بازی          | مارس ۲۰, ۲۰۱۹    | بهترین تکنولوژی                         | رد دد ریدمپشن ۲                    | برنده    | [ ۳۶ ]        |
| جوایز انتخاب توسعه‌دهندگان بازی          | مارس ۲۰, ۲۰۱۹    | بهترین بازی سال                         | رد دد ریدمپشن ۲                    | نامزدشده | [ ۳۷ ]        |
| جوایز انتخاب توسعه‌دهندگان بازی          | مارس ۲۰, ۲۰۱۹    | بهترین طراحی                            | رد دد ریدمپشن ۲                    | نامزدشده | [ ۳۷ ]        |
| جوایز انتخاب توسعه‌دهندگان بازی          | مارس ۲۰, ۲۰۱۹    | بهترین راوی                             | رد دد ریدمپشن ۲                    | نامزدشده | [ ۳۷ ]        |
| جوایز انتخاب توسعه‌دهندگان بازی          | مارس ۲۰, ۲۰۱۹    | بهتری جلوه‌های بصری                      | رد دد ریدمپشن ۲                    | نامزدشده | [ ۳۷ ]        |
| جوایز انتخاب توسعه‌دهندگان بازی          | مارس ۲۰, ۲۰۱۹    | بهترین صداگذاری                         | رد دد ریدمپشن ۲                    | نامزدشده | [ ۳۷ ]        |
| جوایز انتخاب توسعه‌دهندگان بازی          | مارس ۲۰, ۲۰۱۹    | بیشترین نوآوری                          | رد دد ریدمپشن ۲                    | نامزدشده | [ ۳۷ ]        |
| جوایز انتخاب بازی کنندگان               | دسامبر ۹, ۲۰۱۸   | جایزه طرفداران                          | رد دد ریدمپشن ۲                    | برنده    | [ ۳۸ ]        |
| جوایز انتخاب بازی کنندگان               | دسامبر ۹, ۲۰۱۸   | بهترین بازی سال                         | رد دد ریدمپشن ۲                    | نامزدشده | [ ۳۸ ]        |
| جوایز جهانی بازی                        | دسامبر ۷, ۲۰۱۸   | بهترین بازی سال                         | رد دد ریدمپشن ۲                    | برنده    | [ ۳۹ ]        |
| جوایز جهانی بازی                        | دسامبر ۷, ۲۰۱۸   | بیشترین نوآوری                          | رد دد ریدمپشن ۲                    | برنده    | [ ۳۹ ]        |
| جوایز جهانی بازی                        | دسامبر ۷, ۲۰۱۸   | بهترین جلوه‌های بصری                     | رد دد ریدمپشن ۲                    | برنده    | [ ۳۹ ]        |
| جوایز جهانی بازی                        | دسامبر ۷, ۲۰۱۸   | بهترین بازی جهان باز                    | رد دد ریدمپشن ۲                    | برنده    | [ ۳۹ ]        |
| جوایز جهانی بازی                        | دسامبر ۷, ۲۰۱۸   | بهترین داستان                           | رد دد ریدمپشن ۲                    | دوم      | [ ۳۹ ]        |
| جوایز جهانی بازی                        | دسامبر ۷, ۲۰۱۸   | بهترین صداگذاری                         | رد دد ریدمپشن ۲                    | دوم      | [ ۳۹ ]        |
| جایزه اهرمک طلایی                       | نوامبر ۱۷, ۲۰۱۷  | بهترین بازی                             | رد دد ریدمپشن ۲                    | نامزدشده | [ ۴۰ ] [ ۴۱ ] |
| جایزه اهرمک طلایی                       | نوامبر ۱۶, ۲۰۱۸  | بهترین کارگردانی                        | رد دد ریدمپشن ۲                    | نامزدشده | [ ۴۲ ]        |
| جایزه اهرمک طلایی                       | نوامبر ۱۶, ۲۰۱۸  | بهترین بازی از نظر طرفداران             | رد دد ریدمپشن ۲                    | برنده    | [ ۴۳ ]        |
| جایزه اهرمک طلایی                       | نوامبر ۱۵, ۲۰۱۹  | بهترین بازی چند نفره                    | رد دد آنلاین                       | نامزدشده | [ ۴۴ ]        |
| جوایز انجمن صنفی نظارت موسیقی           | فوریه ۱۳, ۲۰۱۹   | بهترین موسیقی متن                       | ایوان پاولوویچ                     | برنده    | [ ۴۵ ]        |
| جوایز موسیقی بازی هالیوود               | نوامبر ۲۰, ۲۰۱۹  | بهترین آلبوم موسیقی برای بازی کامپیوتری | رد دد ریدمپشن ۲                    | برنده    | [ ۴۶ ]        |
| جوایز موسیقی بازی هالیوود               | نوامبر ۲۰, ۲۰۱۹  | بهترین موسیقی متن                       | کاری از دنیل لانویس                | نامزدشده | [ ۴۷ ]        |
| جوایز بازی‌های کامپیوتری ایتالیا         | آوریل ۱۱, ۲۰۱۹   | بهترین بازی سال                         | رد دد ریدمپشن ۲                    | برنده    | [ ۴۸ ]        |
| جوایز بازی‌های کامپیوتری ایتالیا         | آوریل ۱۱, ۲۰۱۹   | بهترین کارگردانی هنری                   | رد دد ریدمپشن ۲                    | برنده    | [ ۴۸ ]        |
| جوایز بازی‌های کامپیوتری ایتالیا         | آوریل ۱۱, ۲۰۱۹   | بهترین صداگذاری                         | رد دد ریدمپشن ۲                    | برنده    | [ ۴۸ ]        |
| جوایز بازی‌های کامپیوتری ایتالیا         | آوریل ۱۱, ۲۰۱۹   | بهترین بازی به انتخاب مردم              | رد دد ریدمپشن ۲                    | نامزدشده | [ ۴۹ ]        |
| جوایز بازی‌های کامپیوتری ایتالیا         | آوریل ۱۱, ۲۰۱۹   | بهترین طراحی بازی                       | رد دد ریدمپشن ۲                    | نامزدشده | [ ۴۹ ]        |
| جوایز بازی‌های کامپیوتری ایتالیا         | آوریل ۱۱, ۲۰۱۹   | بهترین راوی                             | رد دد ریدمپشن ۲                    | نامزدشده | [ ۴۹ ]        |
| جوایز بازی‌های کامپیوتری ایتالیا         | آوریل ۱۱, ۲۰۱۹   | بهترین شخصیت                            | آرتور مورگان (رد دد ریدمپشن)       | نامزدشده | [ ۴۹ ]        |
| جوایز بازی ژاپن                         | سپتامبر ۱۲, ۲۰۱۹ | بهترین جایزه خارجی                      | رد دد ریدمپشن ۲                    | برنده    | [ ۵۰ ]        |
| فرهنگستان ملی داوران تجارت بازی ویدئویی | مارس ۱۳, ۲۰۱۹    | بهترین کارگردانی                        | رد دد ریدمپشن ۲                    | برنده    | [ ۵۱ ]        |
| فرهنگستان ملی داوران تجارت بازی ویدئویی | مارس ۱۳, ۲۰۱۹    | بهترین طراحی                            | رد دد ریدمپشن ۲                    | برنده    | [ ۵۱ ]        |
| فرهنگستان ملی داوران تجارت بازی ویدئویی | مارس ۱۳, ۲۰۱۹    | بهترین بازی سال                         | رد دد ریدمپشن ۲                    | نامزدشده | [ ۵۲ ]        |
| فرهنگستان ملی داوران تجارت بازی ویدئویی | مارس ۱۳, ۲۰۱۹    | بهترین طراحی شخصیت                      | رد دد ریدمپشن ۲                    | نامزدشده | [ ۵۲ ]        |
| فرهنگستان ملی داوران تجارت بازی ویدئویی | مارس ۱۳, ۲۰۱۹    | بهترین داستان                           | رد دد ریدمپشن ۲                    | نامزدشده | [ ۵۲ ]        |
| فرهنگستان ملی داوران تجارت بازی ویدئویی | مارس ۱۳, ۲۰۱۹    | بهترین بازی ماجراجویی                   | رد دد ریدمپشن ۲                    | نامزدشده | [ ۵۲ ]        |
| فرهنگستان ملی داوران تجارت بازی ویدئویی | مارس ۱۳, ۲۰۱۹    | بهترین نورپردازی                        | رد دد ریدمپشن ۲                    | نامزدشده | [ ۵۲ ]        |
| فرهنگستان ملی داوران تجارت بازی ویدئویی | مارس ۱۳, ۲۰۱۹    | بهترین جلوه‌های بصری                     | رد دد ریدمپشن ۲                    | نامزدشده | [ ۵۲ ]        |
| فرهنگستان ملی داوران تجارت بازی ویدئویی | مارس ۱۳, ۲۰۱۹    | بهترین شخصیت نقش اول                    | راجر کلارک در نقش آرتور مورگان     | نامزدشده | [ ۵۲ ]        |
| فرهنگستان ملی داوران تجارت بازی ویدئویی | مارس ۱۳, ۲۰۱۹    | بهترین شخصیت مکمل                       | آلکس مکنا در نقش سیدی ادلر         | نامزدشده | [ ۵۲ ]        |
| فرهنگستان ملی داوران تجارت بازی ویدئویی | مارس ۱۳, ۲۰۱۹    | بهتری افکت صوتی                         | رد دد ریدمپشن ۲                    | نامزدشده | [ ۵۲ ]        |
| فرهنگستان ملی داوران تجارت بازی ویدئویی | مارس ۱۳, ۲۰۱۹    | بهترین صداگذاری                         | رد دد ریدمپشن ۲                    | نامزدشده | [ ۵۲ ]        |
| جوایز بازی‌های کامپیوتری نیویورک         | ژانویه ۲۳, ۲۰۱۹  | بهترین بازی سال                         | رد دد ریدمپشن ۲                    | نامزدشده | [ ۵۳ ]        |
| جوایز بازی‌های کامپیوتری نیویورک         | ژانویه ۲۳, ۲۰۱۹  | بهترین موسیقی                           | رد دد ریدمپشن ۲                    | نامزدشده | [ ۵۳ ]        |
| جوایز بازی‌های کامپیوتری نیویورک         | ژانویه ۲۳, ۲۰۱۹  | بهترین جهان بازی                        | رد دد ریدمپشن ۲                    | برنده    | [ ۵۳ ]        |
| جوایز بازی‌های کامپیوتری نیویورک         | ژانویه ۲۳, ۲۰۱۹  | بهترین داستان                           | رد دد ریدمپشن ۲                    | برنده    | [ ۵۳ ]        |
| جوایز بازی‌های کامپیوتری نیویورک         | ژانویه ۲۳, ۲۰۱۹  | بهترین شخصیت نقش اول                    | راجر کلارک در نقش آرتور مورگان     | نامزدشده | [ ۵۳ ]        |
| جوایز بازی‌های کامپیوتری نیویورک         | ژانویه ۲۳, ۲۰۱۹  | بهترین شخصیت نقش مکمل                   | کالی الیزابت مورد نقش ابیگل رابرتز | نامزدشده | [ ۵۳ ]        |
| جوایز بازی اس‌اکس‌اس‌دبلیو                 | مارس ۱۶, ۲۰۱۹    | بهترین جلوه‌های ویژه                     | رد دد ریدمپشن ۲                    | برنده    | [ ۵۴ ]        |
| جوایز بازی اس‌اکس‌اس‌دبلیو                 | مارس ۱۶, ۲۰۱۹    | بهترین موفقیت                           | رد دد ریدمپشن ۲                    | برنده    | [ ۵۴ ]        |
| جوایز بازی اس‌اکس‌اس‌دبلیو                 | مارس ۱۶, ۲۰۱۹    | بهترین بازی از نظر مردم                 | رد دد ریدمپشن ۲                    | برنده    | [ ۵۴ ]        |
| جوایز بازی اس‌اکس‌اس‌دبلیو                 | مارس ۱۶, ۲۰۱۹    | بهترین بازی از نظر کارشناسان            | رد دد ریدمپشن ۲                    | نامزدشده | [ ۵۵ ]        |
| جوایز بازی اس‌اکس‌اس‌دبلیو                 | مارس ۱۶, ۲۰۱۹    | بهترین انیمیشن                          | رد دد ریدمپشن ۲                    | نامزدشده | [ ۵۵ ]        |
| جوایز بازی اس‌اکس‌اس‌دبلیو                 | مارس ۱۶, ۲۰۱۹    | بهترین موفقیت بصری                      | رد دد ریدمپشن ۲                    | نامزدشده | [ ۵۵ ]        |
| جوایز بازی اس‌اکس‌اس‌دبلیو                 | مارس ۱۶, ۲۰۱۹    | بهترین موسیقی                           | رد دد ریدمپشن ۲                    | نامزدشده | [ ۵۵ ]        |
| جوایز بازی اس‌اکس‌اس‌دبلیو                 | مارس ۱۶, ۲۰۱۹    | بهترین طراحی                            | رد دد ریدمپشن ۲                    | نامزدشده | [ ۵۵ ]        |
| جوایز بازی اس‌اکس‌اس‌دبلیو                 | مارس ۱۶, ۲۰۱۹    | بهترین موفقیت تصویری                    | رد دد ریدمپشن ۲                    | نامزدشده | [ ۵۵ ]        |
| جوایز تیتانیوم                          | دسامبر ۱۰, ۲۰۱۸  | بهترین بازی سال                         | رد دد ریدمپشن ۲                    | برنده    | [ ۵۶ ]        |
| جوایز تیتانیوم                          | دسامبر ۱۰, ۲۰۱۸  | بهترین طراحی                            | رد دد ریدمپشن ۲                    | برنده    | [ ۵۶ ]        |
| جوایز تیتانیوم                          | دسامبر ۱۰, ۲۰۱۸  | بهترین موسیقی                           | وودی جکسون                         | برنده    | [ ۵۶ ]        |
| جوایز تیتانیوم                          | دسامبر ۱۰, ۲۰۱۸  | بهترین کارگردانی هتری                   | رد دد ریدمپشن ۲                    | نامزدشده | [ ۵۷ ]        |
| جوایز تیتانیوم                          | دسامبر ۱۰, ۲۰۱۸  | بهتری راوی                              | رد دد ریدمپشن ۲                    | نامزدشده | [ ۵۷ ]        |
| جوایز تیتانیوم                          | دسامبر ۱۰, ۲۰۱۸  | بهترین بازی ماجراجویی                   | رد دد ریدمپشن ۲                    | نامزدشده | [ ۵۷ ]        |